# Маріано Діас
Маріано Діас (ісп. Mariano Díaz Mejía, нар. 1 серпня 1993, Барселона) — домініканський футболіст іспанського походження, нападник «Севільї».

## Клубна кар'єра
Народився 1 серпня 1993 року в місті Барселона в родині іспанця і домініканки. Маріано починав свою кар'єру в системі «Еспаньйола», звідки був відрахований у 2006 році. Потім він виступав за юнацькі команди аматорських клубів «Премія» і «Санчес Льїбре». У 2011 році він дебютував за цю команду, проте в трьох зіграних матчах так і не забив жодного гола.
Восени Маріано перейшов в юнацьку команду мадридського «Реала», взимку був переведений в «Реал Мадрид C». За третю команду «вершкових» він відіграв сорок шість зустрічей і відзначився вісімнадцятьма голами. У 2014 році гравець був переведений у другу команду — «Реал Кастілью». У своєму першому сезоні форвард був гравцем ротації, взяв участь в десяти зустрічах і забив п'ять голів. У наступному сезоні Маріано став твердим гравцем основи і став кращим бомбардиром Сегунди Б, забивши двадцять п'ять голів у двадцяти дев'яти матчах. Своєю грою він зацікавив головного тренера перешої команди «Реала» Зінедіна Зідана, підписав довгостроковий контракт з клубом і був переведений в першу команду.
26 жовтня 2016 року забив свій перший гол за «Реал» у дебютному офіційному матчі, вразивши головою ворота «Культураль Леонеси». 29 листопада 2016 року в матчі Кубка Іспанії оформив хет-трик у ворота цього ж клубу. 10 грудня 2016 року в рамках Ла Ліги забив гол у ворота «Депортіво», який допоміг «Реалу» піти від поразки і продовжити безпрограшну серію Зідана в «Реалі». Пізніше того ж місяця він був частиною команди, яка виграла клубний чемпіонат світу 2016 року в Японії, але не брав участі в жодному з матчів «Реалу». Загалом зіграв у 8 матчах чемпіонату в чемпіонському сезоні 2016/17, забивши 1 гол. Також зіграв у одній грі тріумфальної для мадридців Ліги чемпіонів.
30 червня 2017 року перейшов у французький «Ліон» за 8 мільйонів євро. Контракт підписаний строком на 5 років.
5 серпня 2017 року дебютував за клуб у матчі проти «Страсбура». Ліон виграв з рахунком 4-0, а Діас в цій грі відзначився дублем у ворота суперників. Наступний матч чемпіонату «Ліон» виграв у Ренна з рахунком 2-1, а Маріано записав на свій рахунок ще один гол. Станом на 19 квітня 2018 року відіграв за команду з Ліона 31 матч в національному чемпіонаті.

## Виступи за збірну
Маріано мав право представляти Домініканську Республіку через свою матір, уродженку міста Сан-Хуан-де-ла-Мугуана. 24 березня 2013 року Маріано результативно дебютував за цю національну збірну у товариському матчі проти збірної Гаїті. Пізніше Діас пішов у відставку з національної команди, щоб зосередитись на своїй кар'єрі в «Реалі», а також уникнути прив'язки до Домініканської Республіки, зважаючи на можливий виклик до збірної Іспанії, країни свого народження. Тренер збірної Іспанії Хулен Лопетегі заявив, що Маріано може отримати виклик до його збірної.
| Дата       | Місто          | Господарі                | Результат | Гості | Турнір           | Голи | Примітки |
| ---------- | -------------- | ------------------------ | --------- | ----- | ---------------- | ---- | -------- |
| 24-03-2013 | Сан-Крістобаль | Домініканська Республіка | 3 – 1     | Гаїті | товариський матч | 1    |          |
| Усього     |                | Матчів                   | 1         |       | Голів            | 1    |          |

## Досягнення

### Командні
«Реал Мадрид»
- Чемпіон Іспанії (3): 2016/17, 2019/20, 2021/22
- Володар Суперкубка УЄФА (2): 2016, 2022
- Переможець Клубного чемпіонату світу (2): 2016, 2022
- Переможець Ліги чемпіонів (2): 2016/17, 2021/22
- Володар Суперкубка Іспанії (2): 2019, 2021
- Володар кубка Іспанії (1): 2022/23

### Особисті
- Найкращий бомбардир Сегунди Б (1): 2015/16 (25 голів)